# Kasaji
Kasaji är en ort i Kongo-Kinshasa. Den ligger i territoriet Dilolo i provinsen Lualaba, i den södra delen av landet.